# Chemikant
Chemikant, Chemie- und Pharmatechnologe (Schweiz) bzw. Chemieverfahrenstechniker (Österreich) ist eine Berufsbezeichnung für ausgebildete Mitarbeiter und für einen Ausbildungsberuf in der chemischen Industrie. Chemikanten sind verantwortlich für die Vorbereitung, Durchführung und Kontrolle von Produktionsprozessen bei der Herstellung von chemischen Produkten.

## Berufsbild
Chemikanten sind meist in Betrieben der chemischen Industrie beschäftigt. Ihr Arbeitsplatz kann sowohl der chemische Produktionsbetrieb – in Hallen oder Freianlagen – als auch ein Entwicklungstechnikum oder Kontrolllaboratorium sein. In größeren Unternehmen in der Industrie werden Chemikanten auf die jeweilige Produktion spezialisiert, d. h. Wartungsarbeiten, Reparaturen, Laborarbeiten werden von Industriemechanikern, Mechatronikern, Chemielaboranten übernommen. Dadurch wird die Ausbildung weiter spezialisiert und die Arbeitsabläufe optimiert.
Der Beruf des Chemikanten wird oft in Schichtarbeit ausgeübt.

## Aufgaben
Bei der Herstellung von chemischen Grundstoffen und von chemischen Halb- oder Fertigfabrikaten steuern und überwachen Chemikanten die für den Verfahrensprozess der Produktion von Chemikalien notwendigen Maschinen und Anlagen.
Sie füllen die Rohstoffe in Behälter ein und fahren die Produktionsanlagen an. Des Weiteren führen sie mit diesen Produktionsanlagen verfahrenstechnische Arbeiten wie Heizen, Kühlen, Rektifizieren, Extrahieren, Separieren oder Destillieren und viele andere Verfahren durch. In Folge kontrollieren sie die Messwerte und füllen die fertigen Produkte ab. Chemikanten entnehmen Proben zur Überprüfung der Produktqualität und führen Protokollbücher. Sie überwachen, warten und reparieren die Produktionsanlagen. Außerdem sind sie an der Entwicklung verfahrenstechnischer Prozesse und der Qualitätskontrolle der hergestellten Produkte beteiligt.

## Anforderungen

### Schulische Vorbildung

#### Deutschland
Die anspruchsvollen Aufgaben eines Chemikanten führen zu einer starken Konzentration der Realschüler unter den erfolgreichen Bewerbern. In einzelnen Jahrgängen machen sie allein bis zu 70 % aus. Auch Bewerber mit Abitur bzw. Fachabitur sind mit einem Anteil von durchschnittlich über zehn Prozent nennenswert vertreten. Rund 18 % der erfolgreichen Bewerber haben einen Hauptschulabschluss.
Für schwächere Schüler wurde im Jahr 2005 der zweijährige Ausbildungsberuf Produktionsfachkraft Chemie von den Sozialpartnern Bundesarbeitgeberverband Chemie sowie der IG Bergbau, Chemie, Energie ins Leben gerufen.

#### Österreich
Um die Berufsausbildung in diesem Lehrberuf beginnen zu können, muss die neunjährige Schulpflicht erfüllt sein und eine Lehrstelle in einem Ausbildungsbetrieb vorhanden sein. Die meisten Bewerber haben die Hauptschule oder Polytechnische Schule abgeschlossen.

#### Schweiz
In der Schweiz wird eine abgeschlossene Volksschule in der obersten Schulstufe verlangt. In der Regel ist auch eine Schnupperlehre Voraussetzung für ein Lehrverhältnis.

### Persönliche Fähigkeiten
Die anspruchsvolle Berufsumgebung setzt bei Bewerbern eine Reihe von Fähigkeiten voraus: so sind die Bereitschaft und Fähigkeit zur Teamarbeit ebenso wichtig wie konzentrierte Daueraufmerksamkeit und Reaktionsschnelligkeit, sowie auch Flexibilität, Geduld und Ausdauer.
Körperliche Anforderungen sind u. a. ein intakter Geruchssinn und keine Einschränkungen in der Raum- und Farbwahrnehmung (Farbenfehlsichtigkeit). Da man im Beruf mit Chemikalien aller Art zu tun hat, sollte ein Bewerber keine Allergieanfälligkeit und keine Hautleiden aufweisen.

## Ausbildung

### Deutschland
Chemikant ist ein anerkannter Ausbildungsberuf nach dem Berufsbildungsgesetz (BBiG) im Berufsfeld Chemie, Physik und Biologie, mit dem Schwerpunkt Produktionstechnik. Bis Mitte der 1980er Jahre lautete die Bezeichnung Chemiefacharbeiter auf den Gebieten der alten Bundesländer. Die in der DDR verwendete Berufsbezeichnung Chemiefacharbeiter ist allerdings eher vergleichbar mit dem heutigen Ausbildungsberuf Produktionsfachkraft Chemie, da die Zugangsvoraussetzungen hierfür im Abschlussnachweis der achten Klasse bestand. Vielmehr wurden im Zuge der deutschen Einheit, die spezifischen chemischen Ausbildungsinhalte der Ausbildungsberufe Facharbeiter für chemische Industrie, Maschinist für Aufbereitungs- und Förderanlagen, Maschinist für Pumpen und Verdichter und Maschinist für Wärmekraftanlagen im Berufsprofil des Chemikanten orientiert. Die Zugangsvoraussetzungen für jene Berufe bestand im Abschluss der 10. Klasse. Daher dauert die Duale Ausbildung grundsätzlich dreieinhalb Jahre, erfolgt an Berufsschulen und bei industriellen chemischen Fachbetrieben.
Um die berufliche Flexibilität der Chemikanten zur Bewältigung der sich wandelnden Anforderungen in Arbeitswelt und Gesellschaft auch im Hinblick auf das Zusammenwachsen Europas zu entwickeln, orientiert man sich in der Ausbildung an einem bundeseinheitlichen Rahmenlehrplan. Durch Wahlqualifikationseinheiten verfügt dieser Monoberuf über eine flexible Ausbildungsstruktur. Die Auszubildenden beenden ihre Ausbildung mit der Abschlussprüfung, bei einer Erfolgsquote von 70 Prozent.
Die festgelegten Ausbildungsinhalte sollen die oben beschriebenen Aufgaben eines Chemikanten abdecken. So zählen zum Pflichtteil z. B. die Bedienung von Maschinen genauso dazu wie Qualitätsmanagement, Umgang mit Chemikalien, chemischer Technologie, Elektrotechnik oder Steuerungstechnik. Auch werden die berufstypischen Inhalte der Sicherheit, des Arbeits- und Gesundheitsschutzes vermittelt.
Zusätzlich müssen im Ausbildungsbetrieb 4 (von 19 möglichen) Wahlqualifikationseinheiten ausgesucht und absolviert werden. Eine genaue Information über die Pflichtinhalte und die Wahlqualifikationseinheiten bietet die Bundesagentur für Arbeit, siehe Weblinks.

### Österreich
Die Ausbildungsinhalte unterscheiden sich nur unwesentlich von denen in Deutschland oder der Schweiz, die offizielle Bezeichnung lautet in Österreich Chemieverfahrenstechniker.  Bis ins Jahr 2000 war die Bezeichnung Chemiewerker in Verwendung. Der Lehrling wird in Österreich 3,5 Jahre im dualen System ausgebildet.

### Schweiz
Der Bereich der Pharmatechnologie kommt als Ausbildungsinhalt in der Schweiz dazu. Die dreijährige Ausbildung kann in einem Produktionsbetrieb der chemischen, agrochemischen, biotechnologischen, pharmazeutischen oder kosmetischen Industrie absolviert werden. Eineinhalb Tage pro Woche verbringt der Auszubildende an einer Berufsfachschule, um die theoretischen Grundlagen zu erlernen.

## Abschlussprüfungen

### Deutschland
Im Laufe der Ausbildung finden zwei Prüfungen statt:
- Abschlussprüfung Teil I  (ca. Ende des 2. Lehrjahres, Gewichtung: 40 %)
- Abschlussprüfung Teil II (Ende des 4. Lehrjahres, Gewichtung: 60 %)

Die schriftlichen Prüfungsbereiche umfassen in der Abschlussprüfung Teil I:
- Verfahrenstechnik (Gewichtung: 5 %)
- Messtechnik (Gewichtung: 5 %)
- Anlagentechnik (Gewichtung: 10 %)

Der praktische Prüfungsbereich umfasst in der Abschlussprüfung Teil I:
- Verfahrens- und produktionstechnische Arbeit (Gewichtung: 20 %)

Die schriftlichen Prüfungsbereiche umfassen in der Abschlussprüfung Teil II:
- Produktionstechnik (Gewichtung: 15 %)
- Prozessleittechnik (Gewichtung: 5 %)
- Wirtschafts- und Sozialkunde (Gewichtung: 10 %)

Der praktische Prüfungsbereich umfasst in der Abschlussprüfung Teil II:
- Produktions- oder Verarbeitungsprozess (Gewichtung: 30 %)

Außerdem muss eine Montageaufgabe und eine Inspektions- oder Wartungsarbeit durchgeführt werden sowie ein Diagramm mit Excel erstellt werden. Es darf nach bestandener Prüfung die Berufsbezeichnung „Chemikant“ geführt werden.

### Österreich
Die Ausbildung endet mit der Lehrabschlussprüfung. Diese gliedert sich in einen theoretischen und einen praktischen Teil. Die theoretische Prüfung umfasst die Gegenstände Chemie, Technologie und Angewandte Mathematik. Die praktische Prüfung setzt sich aus einem Fachgespräch und einer Prüfarbeit zusammen. Bei dieser Prüfarbeit soll nach Angabe der Prüfungskommission eine betriebstechnische Arbeit durchgeführt und dokumentiert werden. Die Arbeit stammt aus einem dieser Bereiche: Stoffaufbereitung, mechanische Trennverfahren für Feststoffe oder für Feststoff-Flüssigkeitsgemische, thermische Trennverfahren, physikalisch-chemische Trennverfahren, Gasreinigung.

### Schweiz
Die allgemeine Grundlagenprüfung erfolgt am Beginn des Sommers im zweiten Ausbildungsjahr und trägt ein Fünftel zur Endnote bei. Sie besteht aus den Fachbereichen Chemie/Ökologie, Chemische Technologie und Rechnen.
Im dritten Ausbildungsjahr wird eine schriftliche und praktische Abschlussprüfung durchgeführt:
- vier Tage arbeiten im Betrieb
- einen Tag Berufskenntnis (morgens Vortrag vorbereiten, nachmittags Vortrag und Fragerunde)
- Fachrechnen und Fachenglisch (schriftlich je eine Stunde)
- Allgemeinbildung (für Auszubildende, die ihre erste Ausbildung machen)

Mit erfolgreichem Abschluss erhält man das Eidgenössische Fähigkeitszeugnis „Chemie- und Pharmatechnologe EFZ“.

## Weiterbildungsmöglichkeiten

### Deutschland
Mit den Fähigkeiten, die ein ausgebildeter Chemikant mit sich bringt, ist ein Einstieg mit entsprechender Schulung in verwandte Berufe möglich. Die Schulung kann sich im Normalfall auch auf allgemeine GMP-Vorschriften beschränken oder Verordnungen im keimarmen Umfeld wie im Falle des Pharmakanten.
Verwandte Berufe sind:
- Pharmakant
- Lebensmitteltechnologe
- Bierbrauer
- Laborassistent
- Verfahrensmechaniker für Kunststoff- und Kautschuktechnik

Mögliche weitere Arbeitsorte, wo eine Ausbildung als Chemikant erforderlich ist, können unter anderem Kern- und Wasserkraftwerke, Kläranlagen, Erdölraffinerien sein.
Mögliche Höherqualifizierungen für Chemikanten (Auswahl) sind:
- geprüfter Industriemeister/in Chemie[7]
- Chemietechniker/in
- Technischer Fachwirt/in
- Bachelor oder Master der Chemie
- Bachelor oder Master der Verfahrenstechnik
- weitere Fort- und Weiterbildungsmöglichkeiten durch Fernstudien und Abendschulen
- Geprüfter Pharmareferent

### Österreich
Verwandte Lehrberufe können mit verkürzter Lehrzeit absolviert werden, wie Chemielabortechniker oder Pharmatechnologe.
Die Möglichkeit einer selbstständigen Berufsausübung besteht für Chemieverfahrenstechniker im Gewerbe „chemische Laboratorien“ erst nach dreijähriger Tätigkeit als Betriebsleiter. Für Höherqualifizierungen an Kollegs, Fachhochschulen und Universitäten braucht man in Österreich meistens die Berufsmatura (Berufsreifeprüfung), die sich aus der Lehrabschlussprüfung und vier weiteren Prüfungen zusammensetzt.

### Schweiz
Verwandte Lehrberufe sind Laborant, Kunststoff-, Lebensmittel- und Papiertechnologe. Im Unterschied zu Österreich kann die Berufsmatura in der Schweiz von Lehrlingen mit guten Noten auch bereits ausbildungsbegleitend begonnen werden. In Folge kann die Höhere Fachprüfung (HFP) – entspricht einer Meisterprüfung – abgelegt, eine höhere Fachschule oder eine Fachhochschule besucht werden.